# Lista de membros da Royal Society eleitos em 1669
Esta é uma lista de Membros da Royal Society eleitos em seu décimo ano, 1669.

## Fellows
- Thomas Barrington (n. 1648)
- George Castle (FRS) (1635-1673)
- Urban Hjärne (1641-1724)
- James Hoare (1642-1679)
- Anthony Horneck (1641-1697)
- Edward Jeffreys (1655-1702)
- Marcello Malpighi (1628-1694)
- Gaspar Merez de Souza (1669-1684)
- Georg Stiernhielm (1598-1672)
- Silius Titus (1623-1704)